# يوري آدامز
يوري آدامز هو سياسي إستوني، ولد في 22 نوفمبر 1947 في تارتو في إستونيا. نشط حزبياً في Estonian National Independence Party ‏. في 2015 Estonian parliamentary election ‏، انتخب عضو في البرلمان الأستوني ‏ عن دائرة Riigikogu electoral district no. 10 ‏ وقد انضم خلال فترته النيابية ‏ (30 مارس 2015 – ) للكتلة البرلمانية Estonian Free Party ‏ وانتخب وزير العدل ‏ (8 نوفمبر 1994 – 17 أبريل 1995) وانتخب عضو في البرلمان الأستوني ‏ خلال فترته النيابية ‏.